# Barbara (roman)
 For alternative betydninger, se Barbara. (Se også artikler, som begynder med Barbara)
Barbara er en kærlighedsroman af den færøske forfatter Jørgen-Frantz Jacobsen, der 1934 gik i gang med sit livsværk – romanen Barbara, der var skrevet på dansk og udkom året efter hans død i 1939. Romanen opnåede fra første færd berømmelse og blev oversat til mange sprog. Barbara regnes for en af de bedste kærlighedsromaner på dansk. Den rummer på den ene side en livsglæde og livsgnist, og på den anden side en stor kærlighedssorg.
Romanen bygger på et færøsk sagn fra 1700-tallet om kvinden Beinta Broberg eller Benthe, der ifølge overleveringerne var ond mod sine tre ægtemænd, der alle var præster. En fjerde præst nåede at bryde forlovelsen før de blev gift. Man var ifølge overleveringerne overbevist om, at hun var skyld i sine ægtemænds død, og at hun også var ond imod sit tyende. Andre kilder benægter dog dette.
I romanen er Barbara en præsteenke, og onde tunger siger, at hun er skyld i sine foregående to præstemænds død. Hun er 28 år, og om hende står en aura af erotik og sødme: – en femme fatale. Barbara er en meget sammensat figur, hvilket Jacobsen skildrer med stor varme og indlevelse. Barbara skildres i romanen som en kvinde, der er i sine drifters og følelsers vold. Hun er et naturbarn, som i al sin uskyld ikke kan gøre for alle de følelser af både kærlighed og smerte hun vækker i sine omgivelser. Den færøske natur bruges til at skildre den utæmmede vildskab, som Barbara udstråler.

## Handling
Med skonnerten Fortuna kommer den nybagte danske teolog Poul Aggersø til Færøerne, hvor han skal være præst på øen Vágar. Hr. Poul gifter sig med den livlige unge præsteenke Barbara, der har et blakket ry som forførerske og ulykkesfugl. Men den erotiske lykke er flygtig, Barbaras forelskelse er stor og glødende og higer videre end blot til den blodfattige præst. 
"Barbara syede. Men hendes livfulde øjne var ikke så meget ved sytøjet, de var med deres hastigt skiftende, grønlige glans overalt, og foreløbig mest hos Gabriel. Hun vidste måske ikke, hvad han tænkte, men hun vidste, hvad han følte. Hun var så lydhør. Når hun således sad mellem to mænd, hørte hun takten af begges hjerteslag. Hun kunne spille tostemmigt på dem som på to instrumenter."
Hr. Poul er bange for at miste sin Barbara. Da han i embeds medfør må besøge den svært tilgængelige ø Mykines, tvinges han på grund af uvejr til at blive på øen i 11 dage. Under det lange ophold, føler han, at han er ved at miste hende. Ved hjemkomsten finder han præstegården tom, Barbara er rejst til Tórshavn med den unge student Andreas Heyde. I sin ulykke optager han forfølgelsen, går menneskeligt til grunde og ender i fængsel. For Barbara er den nye lykke også ubestandig. Andreas Heyde mister interessen og rejser i hemmelighed med skibet Fortuna tilbage til Danmark. I romanens slutning fokuseres på Barbaras smertelige nederlag.